# Ducato di Asti

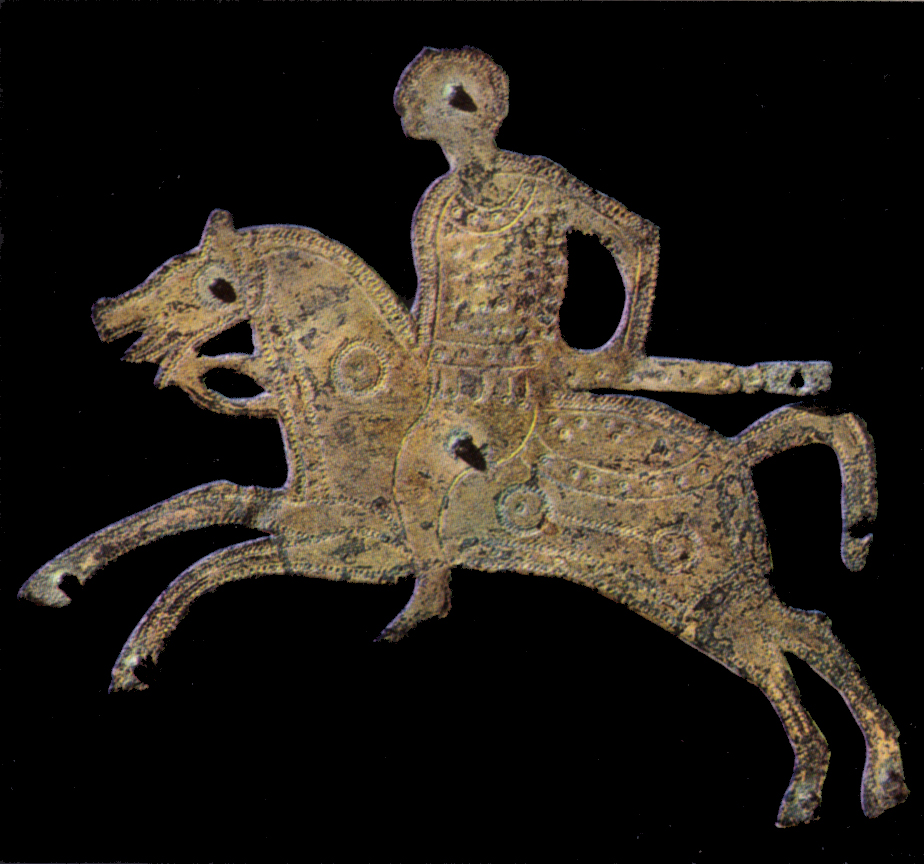
Arte longobarda, lastrine dello scudo di Stabio, cavaliere, VII secolo

Il Ducato di Asti fu uno dei ducati istituiti dai Longobardi in Italia. Scarse le informazioni sulle sue vicende interne, e incerta perfino la data dell'istituzione del ducato, che risale probabilmente già all'indomani dell'occupazione longobarda della città (569).
Asti apparteneva ai domini longobardi "liguri", in particolare alla regione della Neustria (ovvero alla parte occidentale della Langobardia Maior). Ancora nel XII secolo, Pietro di Montecassino, parlando di san Brunone Solaro che nel 1107 fu abate dell'abbazia casinense, lo nomina come "ligure d'Asti".

## Storia

### Il VI secolo

I territori longobardi nel VI secolo

Il primo duca di Asti a essere ricordato da Paolo Diacono è Gundoaldo, fratello della regina Teodolinda, anche se è probabile che la costituzione del ducato sia anteriore, probabilmente contemporanea dell'occupazione longobarda della città (569). La nomina di Gundoaldo avvenne contestualmente al matrimonio di sua sorella Teodolinda con Autari, il 15 maggio 589; i due fratelli, figli del duca di Baviera Garibaldo, erano cattolici (a differenza dei Longobardi, all'epoca ancora in gran parte ariani o pagani) e alcune fontiriferiscono che il nuovo duca si adoperò per diffondere la fede cattolica in Piemonte.
A Gundoaldo si deve la costruzione del monastero di Sant'Anna ad Asti, nel Borgo san Rocco, e quella del monastero di San Colombano voluto da re Agilulfo, il duca di Torino che aveva preso il posto del defunto Autari come re dei Longobardi e marito di Teodolinda. Tra il 612 e il 615, Gundoaldo morì, colpito da una freccia. Poiché Paolo Diacono e l'Origo gentis Langobardorum parlano in quel periodo di una rivolta di alcuni duchi longobardi (Mimulfo di San Giulio, Gaidulfo di Bergamo, Ulfari di Treviso) stroncata da re Agilulfo, è probabile che a questa fazione appartenesse anche il duca d'Asti, e che sia stato assassinato proprio per questo motivo.

### Il VII secolo

#### Espansione del ducato astese

I domini longobardi al tempo di re Rotari

In seguito alle sue conquiste militari, re Rotari (636-652) diede un nuovo assetto al ducato astese, estendendolo fino alle spiagge della Liguria. Nella sua Cronaca Fredegario afferma che il re mise a ferro e fuoco le città liguri di Genova, Albenga, Varigotti, Savona e Luni, riducendone le popolazioni in schiavitù. Da questo Jacopo Durandi suppose che nessuna città ligure venisse elevata a capitale di un ducato, e che probabilmente queste terre rimasero sotto l'influenza astese (in particolare Savona ed Albenga). La tesi è avvalorata anche dagli scritti di Paolo Diacono, che in Piemonte ricorda solo i ducati di Asti, Torino, San Giulio e, in seguito, di Ivrea (ai tempi di Desiderio).

#### Il re astese Ariperto I e la sua discendenza
Alla morte di Gundoaldo il ducato passò al figlio Ariperto, che lo resse fino al 653 quando, in seguito all'uccisione di re Rodoaldo, ascese al trono del regno longobardo. La sua elezione venne fortemente voluta dalla fazione cattolica dei duchi longobardi, che prevalse su quella ariana rappresentata dagli ultimi sovrani, fino a Rodoaldo.
Nel 661, dopo nove anni di regno, Ariperto morì e gli succedettero i due figli Pertarito e Godeperto, che si spartirono il regno; la Tuscia e la parte della Neustria che includeva Asti toccarono a Godeperto. In seguito alle discordie tra i due fratelli, Grimoaldo, duca di Benevento, nel tentativo di imporsi su entrambi e salire al trono, approfittò della richiesta di aiuto rivoltagli da Godeperto, che gli offrì la sorella Teodota in moglie. Marciò verso nord con le truppe, oltre che del suo ducato, anche di quelli di Spoleto e di Tuscia; giunto a Pavia uccise Godeperto, mentre a Milano Pertarito, consapevole della sua evidente inferiorità, abbandonò a sua volta il regno e fuggì presso gli Avari.
I seguaci della dinastia Bavarese si riunirono ad Asti e a Torino, dove si accordarono con i Franchi di Neustria per allearsi contro Grimoaldo. Il nuovo re minacciò allora gli Avari con la guerra se non gli avessero consegnato Pertarito, che si vide quindi costretto a tornare in Italia per sottomettersi al re. Grimoaldo sapeva che Pertarito, essendo di stirpe reale, costituiva comunque un pericolo per il suo trono e progettò di assassinarlo, ma, avvertito per tempo, Pertarito riuscì a scampare presso il re franco Clotario III.

#### La battaglia di Refrancore
Nel 663, un nutrito esercito franco passò le Alpi e si congiunse alla fazione di Pertarito nei pressi di Asti, per affrontare lo scontro con l'esercito del re longobardo. A pochi chilometri da Asti, nei pressi di val Gaminella, Grimoaldo ottenne una schiacciante vittoria.
Narra la leggenda che, quando vide sopraggiungere i Franchi, l'esercito dell'usurpatore simulò una fuga, abbandonando l'accampamento e lasciando una grande quantità di vino. Le truppe di Pertarito, pensando ormai di aver ottenuto una grande vittoria, si diedero tutta la notte ai festeggiamenti, ma l'esercito longobardo piombò sull'accampamento ormai in completo disarmo, facendo una carneficina dei soldati di Pertarito. Il sangue sparso fu talmente tanto che venne riempito il torrente Gaminella del sangue dei franchi.

Da quel giorno il luogo si chiamò Refrancore e diede il nome al comune, a nord-est di Asti, ancora oggi esistente.
(Jacopo Durandi, Il Piemonte Cispadano antico, pag. 298)
Anche l'Ariosto, nell'Orlando furioso, cita il fatto:
Al vin Lombardo la gente francesca
Corre, e riman come la lasca all'esca»
(Canto XXXIII, stanza 13°)
Pertarito in seguito a questa disfatta rimase in esilio in Neustria, per poi reinsediarsi sul trono nel 671.

### L'VIII secolo
Alla morte di Cuniperto, il duca di Asti Ansprando assunse la reggenza per il figlio minorenne del re, Liutperto. Subito dovette fronteggiare l'immediata ribellione del duca di Torino, Ragimperto, che lo affrontò presso Novara intorno al 701 e lo sconfisse, nonostante l'aiuto del duca di Bergamo, Rotarit. Alla morte di Ragimperto, sempre nel 701, Ansprando e Rotarit tentarono nuovamente di tornare alla reggenza, e riuscirono a sconfiggere e a fare prigioniero il figlio e successore di Ragimperto, Ariperto II. Questi però fuggì e affrontò in battaglia i due reggenti, sconfiggendoli definitivamente a Pavia nel 702. Ansprando riparò presso il duca di Baviera, mentre Ariperto imprigionò e torturò i suoi famigliari (la moglie e i figli), restituendo al padre soltanto il figlio minore Liutprando.
Nel 712, Ansprando ridiscese in Italia con l'aiuto dell'esercito di Teodone II di Baviera e, dopo uno scontro incerto in cui Ariperto morì, divenne nuovamente re, associandosi al trono il figlio Liutprando (il quale nel frattempo aveva retto il Ducato di Asti). Tre mesi dopo, alla morte del padre, Liutprando divenne unico re longobardo e ricompensò Teodone II per l'aiuto portato al padre affidando il Ducato di Asti al figlio omonimo. Il duca Teodone resse Asti fino alla morte, quando passò al figlio Ansulfo; questi però morì in giovane età, lasciando la reggenza alla madre Imberga.
Nel 744, dopo l'investitura di re Rachis, il ducato passò ad Aliprando, parente del nuovo re.

## Il territorio

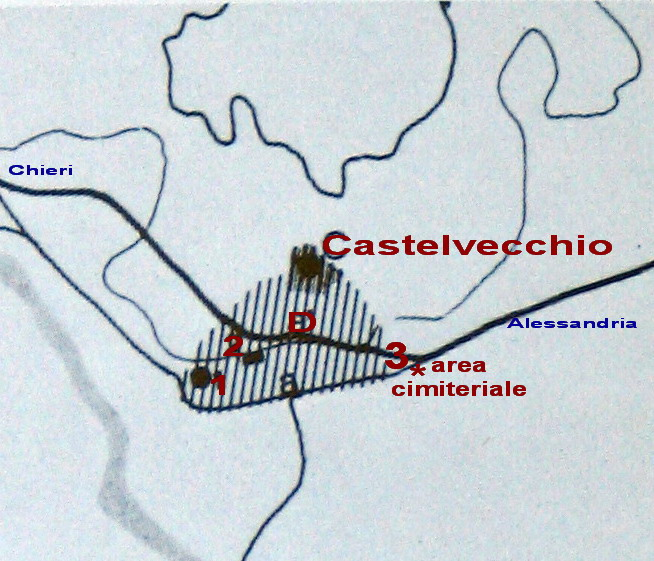
Zone di urbanizzazione longobarda nella città di Asti.
1 Castello dei Valloni
2 Cattedrale
3 Collegiata di San Secondo e zona cimiteriale

### La corte ducale
Dai dati e dai rilievi archeologici condotti nel corso degli anni, è emerso che l'insediamento longobardo avvenne, come a Brescia, ai due poli della città, nei pressi delle due porte romane.

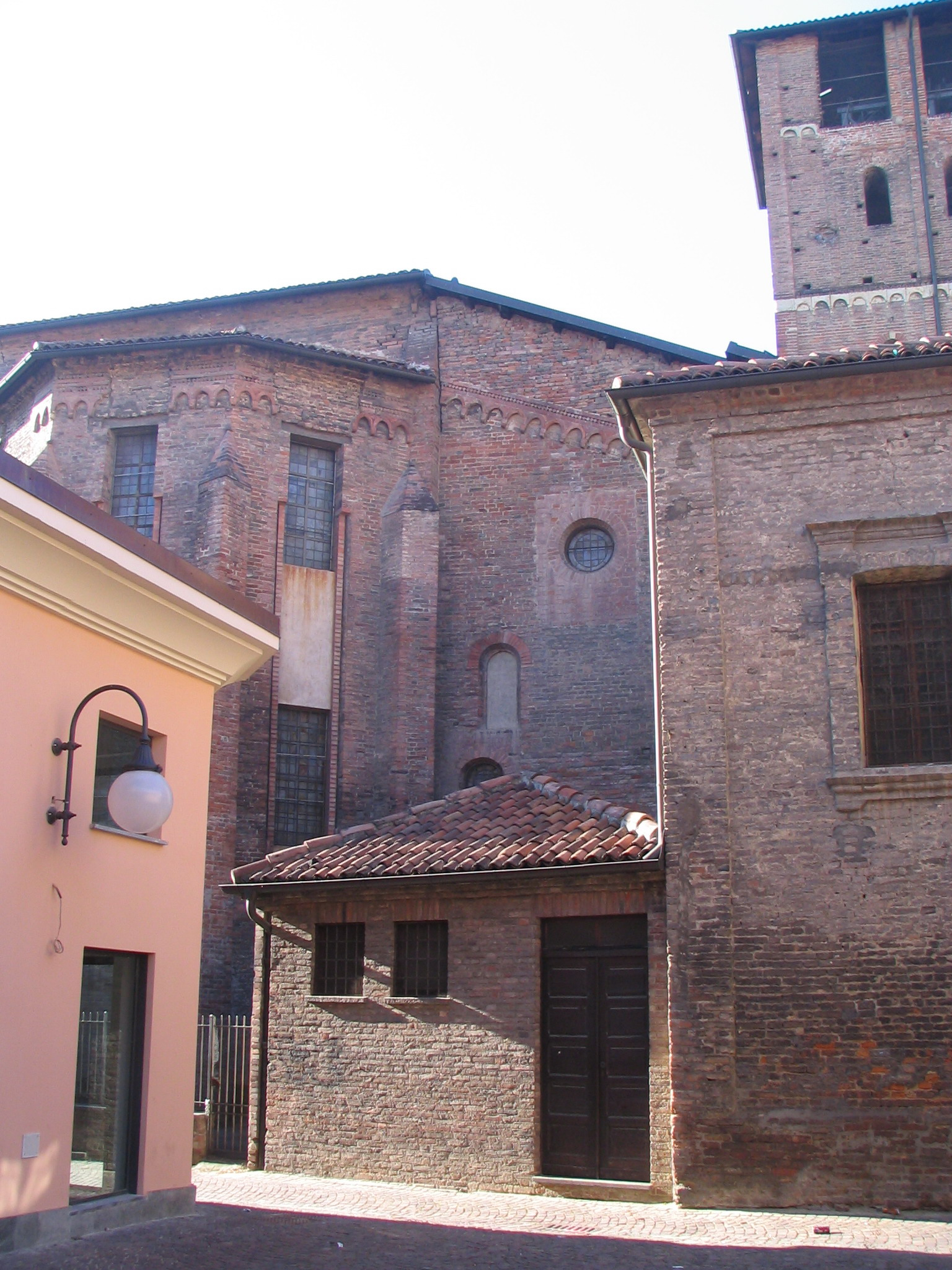
Collegiata di san Secondo,la zona cimiteriale prossima all'abside

L'insediamento ad ovest era compreso in un'area che andava dalla porta Torre di Santa Caterina al complesso episcopale, alla chiesa di San Anastasio, fino al castello dei Valloni; qui sono stati ritrovati reperti ceramici databili tra VI e X secolo, compreso un frammento di ceramica longobarda "a stampigliatura", molto raro tra i rinvenimenti nei centri urbani piemontesi.
Nella zona est della città, nei pressi della Porta Arcus, doveva trovarsi la corte ducale.
L'unico documento che tratta della "curtis ducati" della città di Asti è del 1º agosto 880 e, riferendosi a quel luogo, la indica anche come sede del "mallo pubblico", cioè del tribunale. Questo documento colloca la corte nelle vicinanze della collegiata di San Secondo.
Negli anni novanta del XX secolo, durante alcuni scavi nell'area cimiteriale prossima all'abside della collegiata, è venuta alla luce una grande quantità di resti umani, appartenenti ad astigiani vissuti tra l'VIII e il XV secolo circa. Quattro di queste sepolture appartenevano alla stessa tipologia di quelle della Francia sud-orientale del VII-IX secolo, di quelle aostane del cimitero di San Lorenzo (VIII secolo) e quelle dell'Abbazia di Novalesa del X secolo. In seguito alla determinazione del Carbonio-14, le tombe sono state datate tra l'VIII secolo e l'inizio del IX.
La presenza della collegiata e dell'area cimiteriale confermano la tesi che in questa zona vi fosse il centro del potere longobardo astigiano.

### Costruzioni longobarde nel ducato astese

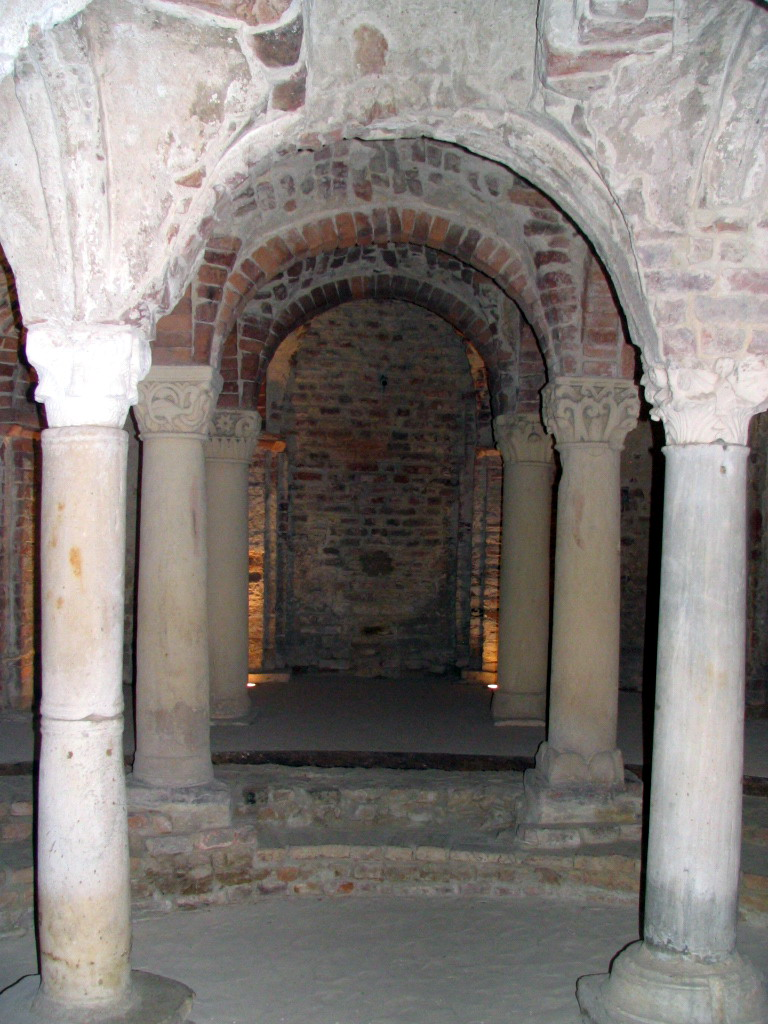
La Cripta di Sant'Anastasio

Un editto di re Rotari permise a molte maestranze "forestiere" di immigrare nei territori longobardi per lavorare alle costruzioni del regno. Assieme a loro, operarono sicuramente artigiani locali.
Del periodo longobardo sono rimasti alcuni reperti databili tra VI e IX secolo:
- Nei pressi della cattedrale astigiana, ad oriente, sono presenti alcuni capitelli, databili attorno al VI secolo, che formano la cosiddetta cripta di San Giovanni. Probabilmente questi sono i resti di una chiesuola sorta sulla tomba del vescovo astigiano sant'Aniano, sopra la quale sorse la prima basilica longobarda. La maggior parte delle strutture antiche vennero distrutte nel 1309 col rifacimento dell'abside; rimane ancora la scala di mattoni che scendeva un tempo dalla basilica alla tomba del primo vescovo astese.[4].
- Altri reperti sono presenti nel colonnato della cripta di sant'Anastasio. Il Daquino ipotizza che si tratti del ritrovamento della tomba del vescovo Anastasio, databile intorno al V secolo; sulla tomba, in seguito, sarebbe stata costruita un'edicola e, ancora più tardi (secolo IX), una prima chiesa carolingia. Di diverso avviso è il Silicani, che esclude il rapporto tra la cripta ed il santo astigiano ma data la costruzione nel periodo "liutprandeo" (VIII secolo), periodo di massimo culto del martire assiro Anastasio.[5]

## I duchi e la Chiesa di Asti
La maggior parte dei duchi astesi appartennero alla fazione cattolica dei Longobardi, rappresentata dalla dinastia Bavarese. Inoltre la collegiata, che era nella zona della corte, aveva nelle vicinanze un edificio battesimale detto "San Giovanni ad fontes" (di cui rimase il toponimo fino al XVIII secolo), sottolineando l'importanza della collegiata sotto l'aspetto di "chiesa matrice".

### Il vescovo Secondo "difensore della fede"

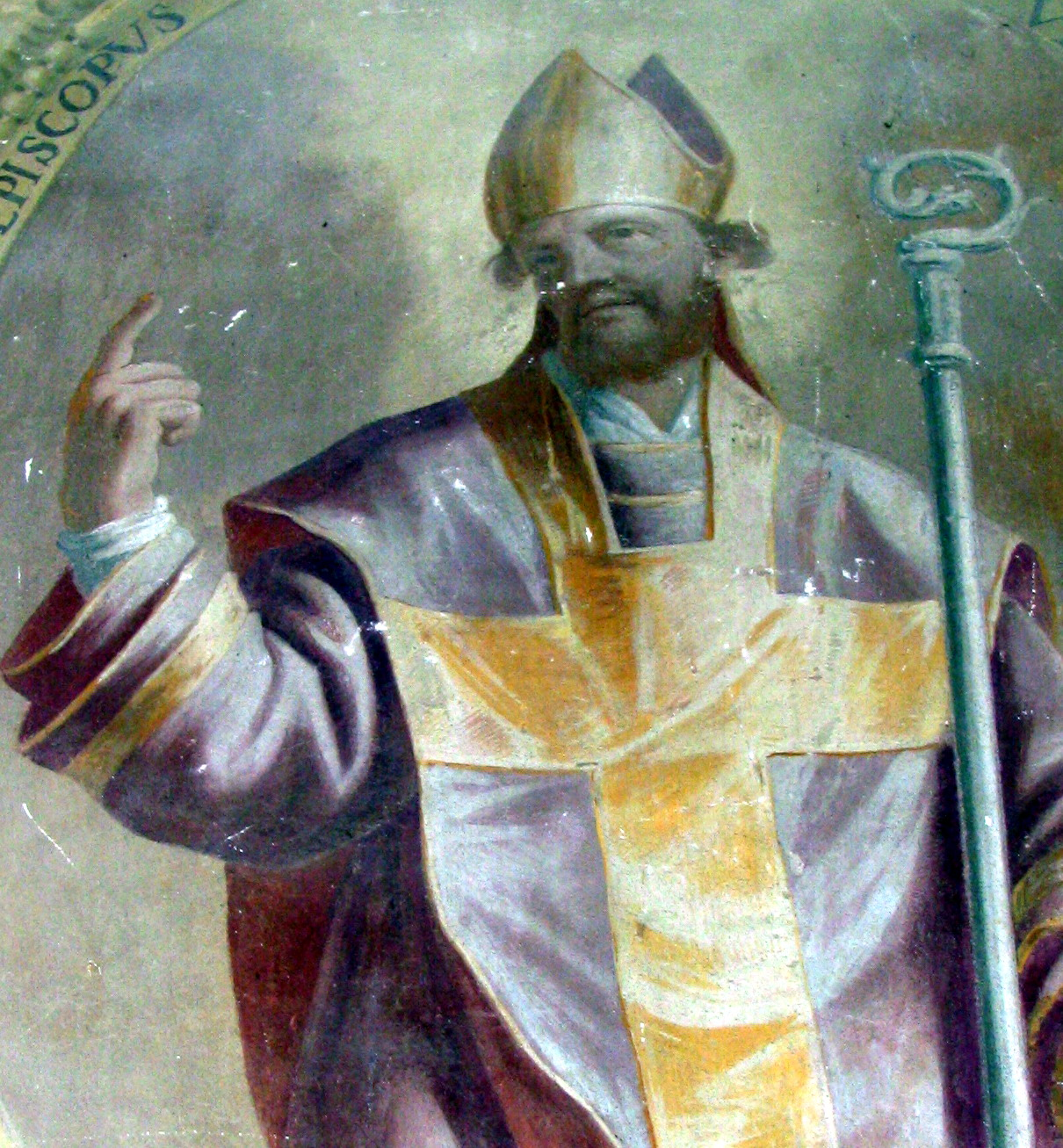
Il vescovo Secondo in un affresco nella cattedrale di Asti

L'abate Secondo, citato da Paolo Diacono come consigliere spirituale della regina Teodolinda e officiante il battesimo del principe ereditario Adaloaldo, secondo il Daquino sarebbe il vescovo astese Secondo, anche se più frequente è l'identificazione del prelato con il monaco Secondo di Non.
Il vescovo Secondo avrebbe svolto un grande lavoro diplomatico di pacificazione tra i Longobardi ed i Bizantini della città di Asti, convincendo anche gli invasori alla conversione. Per questi meriti, il vescovo si guadagnò il titolo di martire, nel significato più ampio del termine, cioè di "difensore della fede". Alla sua morte (VI secolo) sarebbe stato sepolto fuori le mura nei pressi della corte longobarda , costruendo sopra prima un'edicola ed in seguito la collegiata.

### Elenco dei vescovi astesi nel periodo longobardo
- Sant'Aniano† (V secolo)[10]
- Anastasio (V secolo)[10]
- Pastore (V secolo)
- Maiorano (V secolo)
- Secondo (VI secolo)[10]
- Benenato (VII secolo)
- Evasio (685-713)[10]
- Evasino (VIII secolo)[10]

## Elenco dei duchi di Asti
- Gundoaldo (589-612/615)[11]
- Ariperto I (615-653)
- Pertarito (661-662)
- Cuniperto (671 - 688)
- Ansprando (688 - 701)
- Liutperto (701)
- Teodone (VIII secolo)
- Ansulfo (VIII secolo)
- Imberga (fino al 744)
- Aliprando (744-VIII secolo)

### Fonti antiche
- Paolo Diacono, Historia Langobardorum (Storia dei Longobardi, Lorenzo Valla/Mondadori, Milano 1992).

### Fonti moderne
- AA.VV, L'insigne Collegiata di S.Secondo di Asti. U.Allemandi 1998.
- Bianco Alfredo, Asti Medievale, Ed CRA 1960
- Bera Gianluigi, Asti edifici e palazzi nel medioevo. Gribaudo Editore Se Di Co di Lorenzo Fornaca 2004 ISBN 88-8058-886-9
- Cipolla Carlo, Appunti per la storia di Asti, Venezia 1891
- Pietro Daquino, L'antica basilica di Santa Maria, in Il Platano, anno XVI, 1989.
- Jacopo Durandi, Il Piemonte Cispadano antico, Torino 1774,
- Gabiani Niccola, Asti nei principali suoi ricordi storici vol 1, 2,3. . Tip. Vinassa 1927-1934
- Gasparri S., I duchi Longobardi, Roma 1978.
- Grassi S., Storia della Città di Asti vol I,II. Atesa ed.1987
- Incisa Stefano Giuseppe, Asti nelle sue chiese ed iscrizioni, 1934
- Jörg Jarnut, Storia dei Longobardi, traduzione di Paola Guglielmotti, Torino, Einaudi, 1995  [1982], ISBN 88-06-13658-5.
- Gianfranco Monaca, Asti, San Secondo dei mercanti. Gribaudo e SE.DI.CO.di Lorenzo Fornaca Asti 1997.
- Can. Lorenzo Gentile, La vita di S.Secondo. (Seconda edizione riveduta e accresciuta). 1932.
- Malfatto Venanzio, Asti antiche e nobili casate. Il Portichetto 1982
- Taricco Silvia, Piccola storia dell'arte astigiana . Quaderno del Platano, Ed. Il Platano 1994
- Vergano L., Storia di Asti Vol. 1,2,3. Tip. S.Giuseppe Asti, 1953, 1957
- Vergano L., Vicende storiche di Refrancore, ed. L'autore 1996